# 제48회 대종상
제48회 대종상은 2011년 10월 5일에 열린 시상식이다.

## 수상 및 후보

### 최우수작품상
- 고지전 - 장훈 수상
- 부당거래 - 류승완
- 써니 - 강형철
- 최종병기 활 - 김한민
- 황해 - 나홍진

### 감독상
- 써니 - 강형철 수상
- 고지전 - 장훈
- 만추 - 김태용
- 부당거래 - 류승완
- 황해 - 나홍진

### 시나리오상
- 블라인드 - 최민석 수상
- 부당거래 - 박훈정
- 써니 - 강형철
- 파수꾼 - 윤성현
- 헬로우 고스트 - 김영탁

### 남우주연상
- 최종병기 활 - 박해일 수상
- 그대를 사랑합니다 - 이순재
- 풍산개 - 윤계상
- 헬로우 고스트 - 차태현
- 황해 - 김윤석
- 부당거래 - 류승범

### 여우주연상
- 블라인드 - 김하늘 수상
- 세상에서 가장 아름다운 이별 - 배종옥
- 이층의 악당 - 김혜수
- 쩨쩨한 로맨스 - 최강희
- 그대를 사랑합니다 - 윤소정
- 써니 - 심은경

### 남우조연상
- 황해 - 조성하 수상
- 모비딕 - 김상호
- 부당거래 - 유해진
- 혈투 - 고창석
- 블라인드 - 조희봉
- 고지전 - 류승룡

### 여우조연상
- 로맨틱 헤븐 - 심은경 수상
- 그대를 사랑합니다 - 김수미
- 세상에서 가장 아름다운 이별 - 김지영
- 써니 - 천우희
- 헬로우 고스트 - 장영남
- 세상에서 가장 아름다운 이별 - 서영희

### 신인남자배우상
- 파수꾼 - 이제훈 수상
- 고지전 - 이제훈
- 글러브 - 장기범
- 량강도 아이들 - 김환영
- 혜화,동 - 유연석

### 신인여자배우상
- 최종병기 활 - 문채원 수상
- 써니 - 강소라
- 페스티발 - 백진희
- 푸른소금 - 신세경
- 혜화,동 - 유다인

### 신인감독상
- 파수꾼 - 윤성현 수상
- 량강도 아이들 - 김성훈
- 모비딕 - 박인제
- 헬로우 고스트 - 김영탁
- 혜화,동 - 민용근

### 촬영상
- 고지전 - 김우형 수상
- 만추 - 김우형
- 최종병기 활 - 김태성
- 푸른소금 - 김병서
- 황해 - 이성제

### 편집상
- 써니 - 남나영 수상
- 고지전 - 김상범
- 부당거래 - 김상범 외 1명
- 블라인드 - 신민경
- 황해 - 김선민

### 조명상
- 고지전 - 김민재 수상
- 블라인드 - 신상열
- 푸른소금 - 신경만
- 풍산개 - 이병성
- 황해 - 황순옥

### 음악상
- 만추 - 조성우 수상
- 만추 - 최용락 수상
- 그대를 사랑합니다 - 강민국
- 로맨틱 헤븐 - 이병우
- 써니 - 김준석
- 푸른소금 - 써드코스트

### 의상상
- 황해 - 채경화 수상
- 고지전 - 조상경
- 써니 - 채경화
- 조선명탐정: 각시투구꽃의 비밀 - 권유진
- 최종병기 활 - 권유진

### 미술상
- 조선명탐정: 각시투구꽃의 비밀 - 채경선 수상
- 만추 - 류성희
- 최종병기 활 - 장춘섭
- 푸른소금 - 이하준
- 황해 - 이후경

### 기획상
- 고지전 - 이우정 수상
- 모비딕 - 박신규
- 부당거래 - 구본한
- 써니 - 이안나 외 1명
- 풍산개 - 전윤찬

### 영상기술상
- 최종병기 활 - 한영우 수상
- 고지전 - 디지털아이디어 외 2명
- 로맨틱 헤븐 - 박의동
- 블라인드 - 넥스트 비쥬얼 스튜디오 외 2명
- 황해 - 홍장표 외 2명

### 음향기술상
- 최종병기 활 - 최태영 수상
- 고지전 - 이우정
- 고지전 - 정광호 외 1명
- 블라인드 - 김창훈 외 1명
- 조선명탐정: 각시투구꽃의 비밀 - 나호영 외 1명
- 황해 - 조우진

### 한국영화공로상
- 이대근 수상

### 인기상
- 원빈 수상